# Base Atlas
Pour les articles homonymes, voir Atlas.
La base Atlas est la base de données des œuvres exposées au musée du Louvre. Elle fait partie des bases de données du ministère français de la Culture.

## Contenu
La base Atlas du musée du Louvre permet de consulter les images numériques de plus de 30 000 œuvres (98 %), réparties dans différents départements :
- Antiquités égyptiennes, environ 4851 œuvres
- Antiquités grecques, étrusques et romaines, environ 6099 œuvres
- Antiquités orientales, environ 5777 œuvres
- Arts de l'Islam, environ 1283 œuvres
- Arts graphiques, environ 113 œuvres
- Objets d'art, environ 6613 œuvres
- Peintures, environ 3507 œuvres
- Sculptures, environ 1764 œuvres
- Histoire du Louvre et Louvre médiéval, environ 136 œuvres

Chaque œuvre est accompagnée d'une notice explicative rédigée par un conservateur de musée, comportant le titre, l'auteur, la provenance, l'époque... Ainsi que sa localisation dans le musée, l'aile, le niveau, la salle...
La base de données en français a été créée en 2003.
L'organisation new-yorkaise American Friends of the Louvre (AFL) participe à sa traduction, et la version anglaise est en ligne depuis le 30 juillet 2009. Elle a également contribué à la création de la base La Fayette, l'art des États-Unis dans les collections publiques françaises (1620-1640), mise en ligne en 2006.
Le site internet a été remplacé par le site des collections en mars 2021.